# Schizoporella magniporata
Schizoporella magniporata är en mossdjursart som beskrevs av Nordgaard 1906. Schizoporella magniporata ingår i släktet Schizoporella och familjen Schizoporellidae. Inga underarter finns listade i Catalogue of Life.